# Конфиньон
Конфиньон (фр. Confignon) — коммуна кантона Женева в Швейцарии. Статуса города не имеет.
Соседствует с коммунами Бернекс, Оне, Перли-Серту и План-ле-Отс.